# Худу-Бьютт
Худу-Бьютт (англ. Hoodoo Butte) — потухший вулкан. Расположен в Каскадных горах на севере штата Орегон неподалёку от перевала Сантиам. Представляет собой шлаковый конус. Высота над уровнем моря — 1706 м. Неподалёку от вулкана расположен горнолыжный курорт Худу.